# Kim Ju-lim
Kim Ju-lim (korejsky 김유림, anglický přepis: Kim Yu-Rim; * 3. února 1990) je jihokorejská rychlobruslařka.
Ve Světovém poháru debutovala na podzim 2005, přičemž například na mítinku v Milwaukee se na kilometrové trati umístila osmá a dvanáctá. Startovala na Zimních olympijských hrách 2006, kde v závodě na 500 m dojela jako dvacátá a na distanci 1000 m jako 28. Nedlouho po olympiádě vyhrála Mistrovství světa juniorů v Erfurtu. V průběhu následujících let startovala ve Světovém poháru, na Asijských zimních hrách 2007 zvítězila na trati 1000 m. Zúčastnila se i Zimních olympijských her 2010, závod na 1 km ale nedokončila. Od té doby startuje pouze na jihokorejských závodech.